# 웹캠

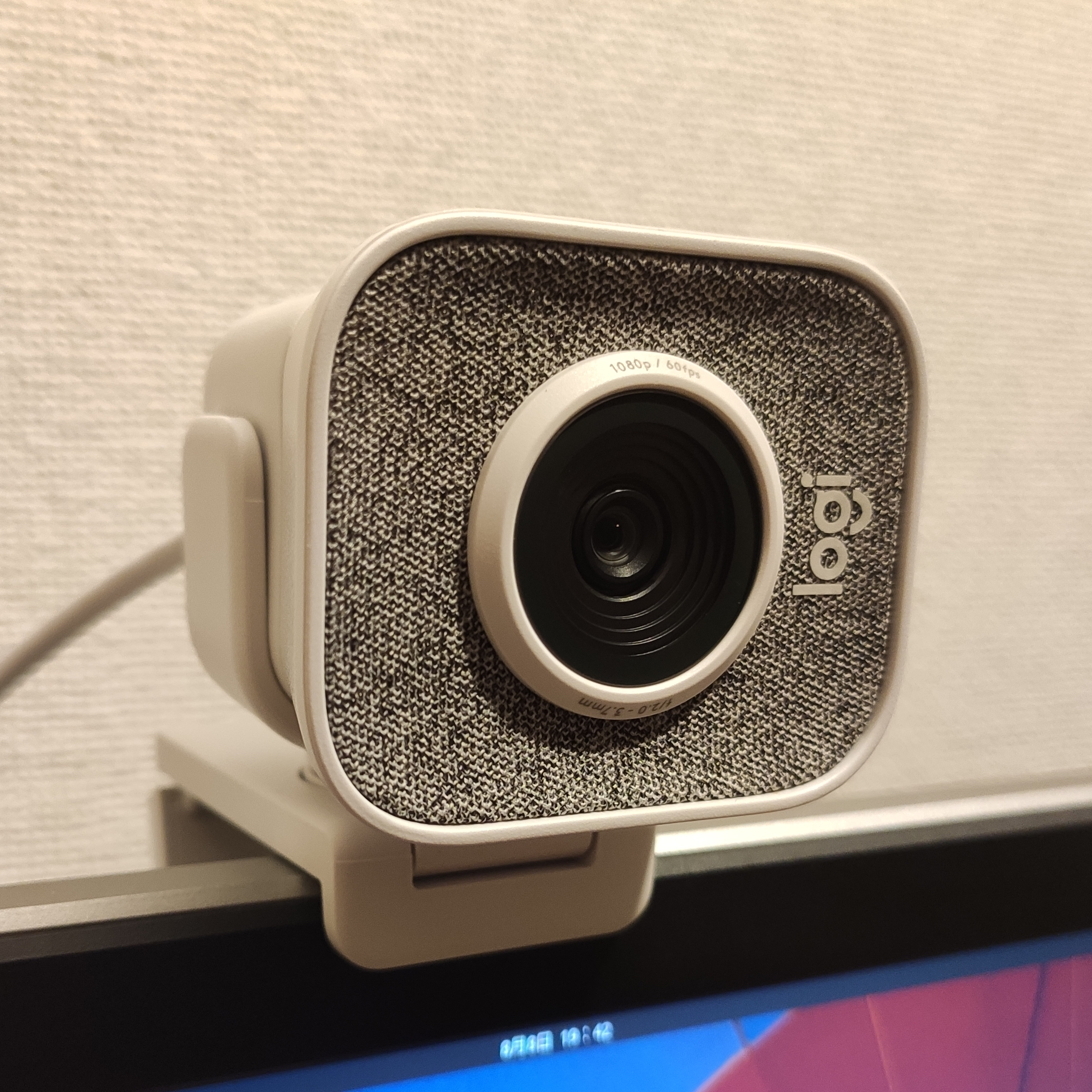
노트북에 부착된 로지텍 브랜드의 웹캠

웹캠(영어: webcam)은 컴퓨터 또는 컴퓨터 망에 녹화하거나 스트리밍하도록 설계된 비디오 카메라이다. 주로 화상통화, 라이브스트리밍, 소셜 미디어 및 보안에 사용된다. 웹캠은 내장 컴퓨터 하드웨어 또는 주변기기일 수 있으며, 일반적으로 USB 또는 무선 프로토콜을 사용하여 장치에 연결된다.
웹캠은 1993년에 이미 인터넷에서 사용되었으며, 최초의 널리 사용된 상업용 웹캠은 1994년에 출시되었다. 인터넷 초기 웹캠 사용은 주로 웹사이트로 스트리밍되는 정지 사진에 국한되었다. 1990년대 후반과 2000년대 초반, 인스턴트 메신저 클라이언트들이 웹캠 지원을 추가하여 화상 회의에서 인기를 높였다. 이후 컴퓨터 제조업체들은 랩톱 하드웨어에 웹캠을 통합하기 시작했다. 2020년, 코로나19 범유행으로 인해 재택근무하는 사람들의 수가 증가하면서 웹캠 부족 현상이 발생했다.

## 역사

### 초기 개발 (1990년대 초반)

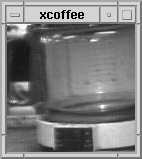
XCoffee에 표시된 트로이 목마 방 커피포트

1991년에 처음 개발된 웹캠은 케임브리지 대학교 컴퓨터 과학과에 있는 트로이 목마 방 커피포트를 향해 설치되었다(초기에는 웹이 아닌 로컬 네트워크를 통해 작동). 카메라는 2001년 8월 22일에 마침내 꺼졌다. 카메라로 촬영된 마지막 이미지는 여전히 해당 홈페이지에서 볼 수 있다. 가장 오래된 연속 작동 웹캠인 샌프란시스코 주립 대학교의 포그캠(FogCam)은 1994년부터 운영되었으며 2025년 01월 기준에도 여전히 작동 중이다. 이 웹캠은 20초마다 업데이트된다.

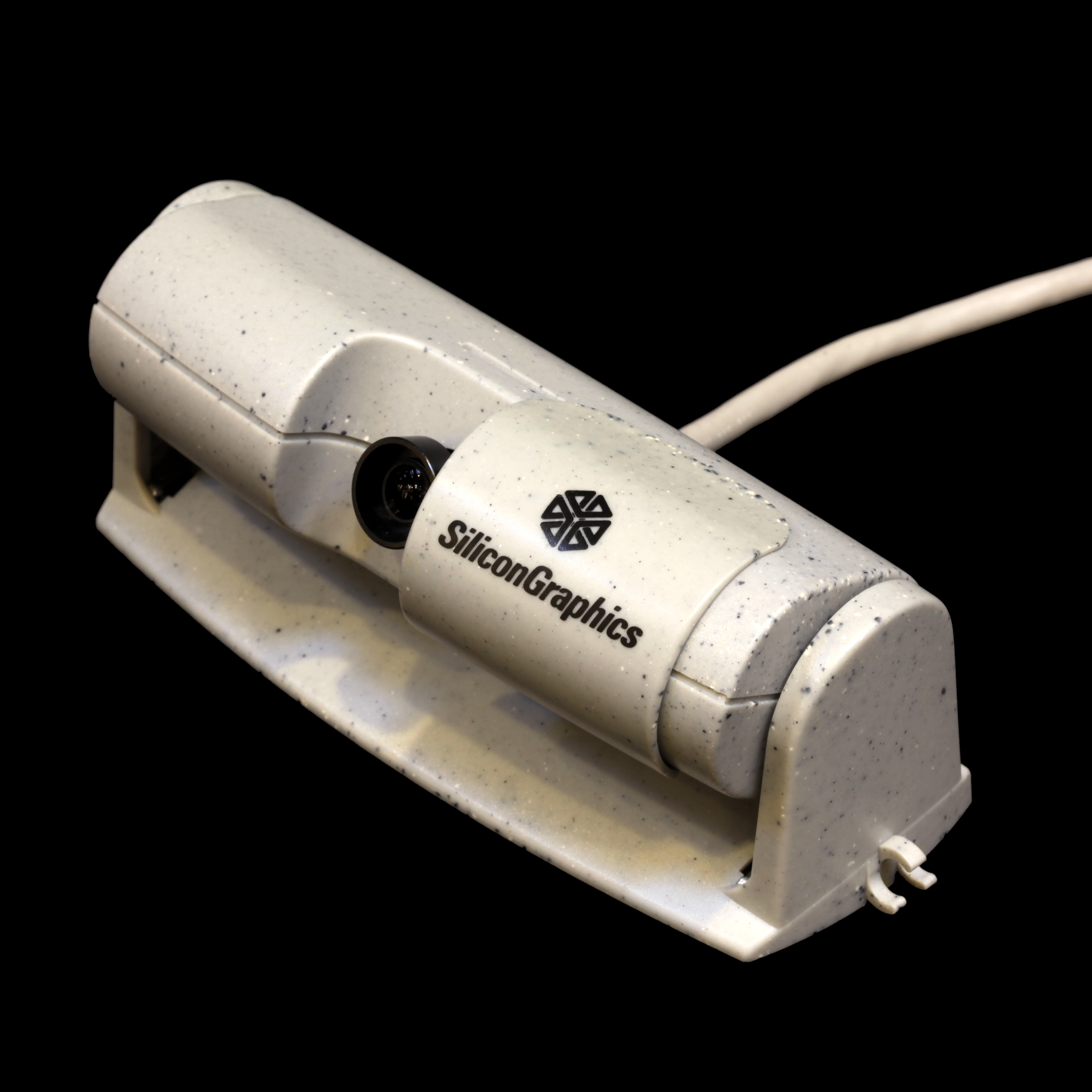
SGI IndyCam

1993년에 출시된 SGI 인디(SGI Indy)는 표준 비디오 카메라를 갖춘 최초의 상업용 컴퓨터이며, 표준 비디오 입력이 있는 최초의 SGI 컴퓨터이다.
최대 지원 입력 해상도는 NTSC의 경우 640×480, PAL의 경우 768×576이다. 그러나 이 해상도로 캡처하려면 빠른 기계가 필요하다. 예를 들어, 느린 R4600PC CPU를 사용하는 Indy는 저장 또는 처리 전에 입력 해상도를 줄여야 할 수 있다. 그러나 Vino 하드웨어는 최소한의 CPU 오버헤드로 비디오 필드를 DMA로 프레임 버퍼에 직접 전송할 수 있다.
미국 컴퓨터 회사 커넥틱스(Connectix)가 제작한 최초의 널리 보급된 상업용 웹캠인 흑백 퀵캠(QuickCam)은 1994년 시장에 출시되었다. 퀵캠은 1994년 8월 애플 매킨토시용으로 출시되었으며, 직렬 포트를 통해 연결되었고 가격은 100달러였다. 이 장치의 설계자인 존 가버(Jon Garber)는 이를 "맥-카메라"라고 부르고 싶었지만, Connectix의 마케팅 부서에 의해 기각되었다. 마이크로소프트 윈도우용 PC 호환 병렬 포트와 소프트웨어가 포함된 버전은 1995년 10월에 출시되었다. 오리지널 Quick Cam은 320x240 픽셀 해상도에 60프레임/초로 16단계의 회색조를, 또는 15프레임/초로 256단계의 회색조를 제공했다. 이 카메라는 CDMA, TDMA, GSM, HF를 포함한 다양한 통신 프로토콜을 사용하여 여러 델타 II 발사(Delta II launch)에서 테스트되었다.
컴퓨터를 통한 화상 회의는 이미 존재했으며, 당시 클라이언트-서버 기반의 화상 회의 소프트웨어인 CU-SeeMe가 인기를 얻기 시작했다.
통합 웹캠 옵션을 갖춘 최초의 널리 알려진 랩톱은 12,000달러부터 시작하는 가격으로, IBM RS/6000 860 랩톱과 그 관련 씽크패드 850(ThinkPad 850)으로, 1996년에 출시되었다.

### 주류 진입 (1990년대 후반)

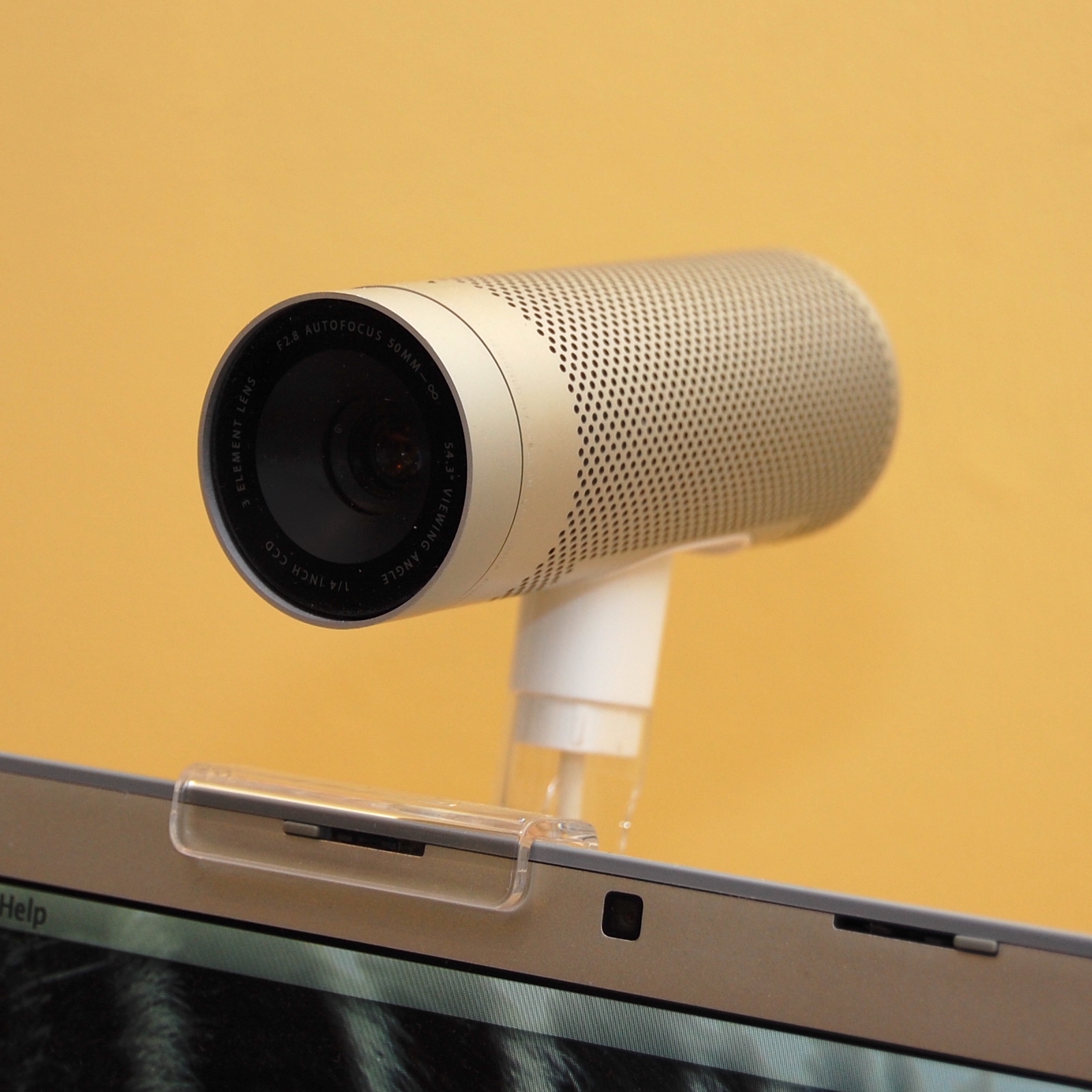
2003년 출시된 아이사이트 웹캠

가장 널리 보도된 웹캠 사이트 중 하나는 1996년에 만들어진 제니캠(JenniCam)으로, 4년 뒤에 출시된 리얼리티 TV 시리즈 빅 브라더와 같은 맥락으로 인터넷 사용자들이 그 이름의 주인공의 삶을 계속해서 관찰할 수 있게 했다. 다른 카메라들은 다리, 공공 광장 및 기타 공공 장소를 내려다보는 위치에 설치되어 "웹캠"이라는 원래 개념에 따라 그 결과물이 공개 웹 페이지에 제공된다. 사용자들은 위치나 기타 기준에 따라 라이브 비디오 스트림을 찾을 수 있도록 수천 개의 라이브 비디오 스트림 또는 최신 정지 사진을 제공하는 집계 웹사이트도 만들어졌다.
1990년대 후반, 마이크로소프트 넷미팅은 PC에서 웹캠을 활용하는 유일하게 널리 사용되는 화상 회의 소프트웨어였다. 이후 몇 년 동안 인스턴트 메신저 클라이언트에서 웹캠 지원이 추가되기 시작했다. 야후! 메신저는 2002년 버전 5.5에서 이를 도입하여 웹캠을 사용하여 초당 20프레임으로 영상 통화를 할 수 있게 했다. 윈도우 라이브 메신저는 2003년 버전 5.0에서 이 기능을 얻었다.

### 2000년대–2019년
21세기 초 무렵, 컴퓨터 하드웨어 제조업체들은 랩톱 및 데스크톱 화면에 웹캠을 직접 내장하기 시작하여, 외부 USB 또는 IEEE 1394 카메라를 사용할 필요가 없어졌다. 점차 웹캠은 웹 페이지에 알 수 없는 대중에게 보기를 제공하는 것보다 두 사람 또는 여러 사람 간의 화상통화와 같은 전기 통신에 더 많이 사용되게 되었다.
2012년 미화 100달러 미만으로 3차원 공간 웹캠이 출시되어 최대 1280 × 480 픽셀 해상도로 3D 애너글리프 이미지 비디오와 사진을 생성할 수 있었다. 시청자는 3D 안경을 착용해야 3차원 이미지의 효과를 볼 수 있다.

### 2020년–현재
리모트 워크가 주류로 자리 잡으면서 일반 랩톱의 내장 카메라가 때로는 부적절하다고 여겨졌다. 결과적으로, 코로나19 범유행 기간 동안 소매점에서 외부 웹캠의 부족 현상이 발생했다. 팬데믹 이전과 도중 대부분의 랩톱은 기껏해야 720p 녹화 품질의 카메라로 제작되었는데, 이는 같은 시기의 스마트폰과 텔레비전에서 볼 수 있는 1080p 또는 4K의 산업 표준과 비교된다. 내장 웹캠의 신규 개발이 지연되는 이유는 랩톱이 너무 얇아서 7mm 카메라 모듈이 내부에 들어갈 수 없어 대신 약 2.5mm 모듈을 사용해야 하는 설계 결함 때문이다. 또한 카메라 부품이 더 비싸고 이 기능에 대한 높은 수요가 없기 때문에, 스마트폰이 백업 옵션 또는 웹캠 대체품으로 사용되기 시작했으며, 조명 및 삼각대 또는 다운로드 가능한 앱을 포함하는 키트가 제공되었다.

## 기술

### 이미지 센서

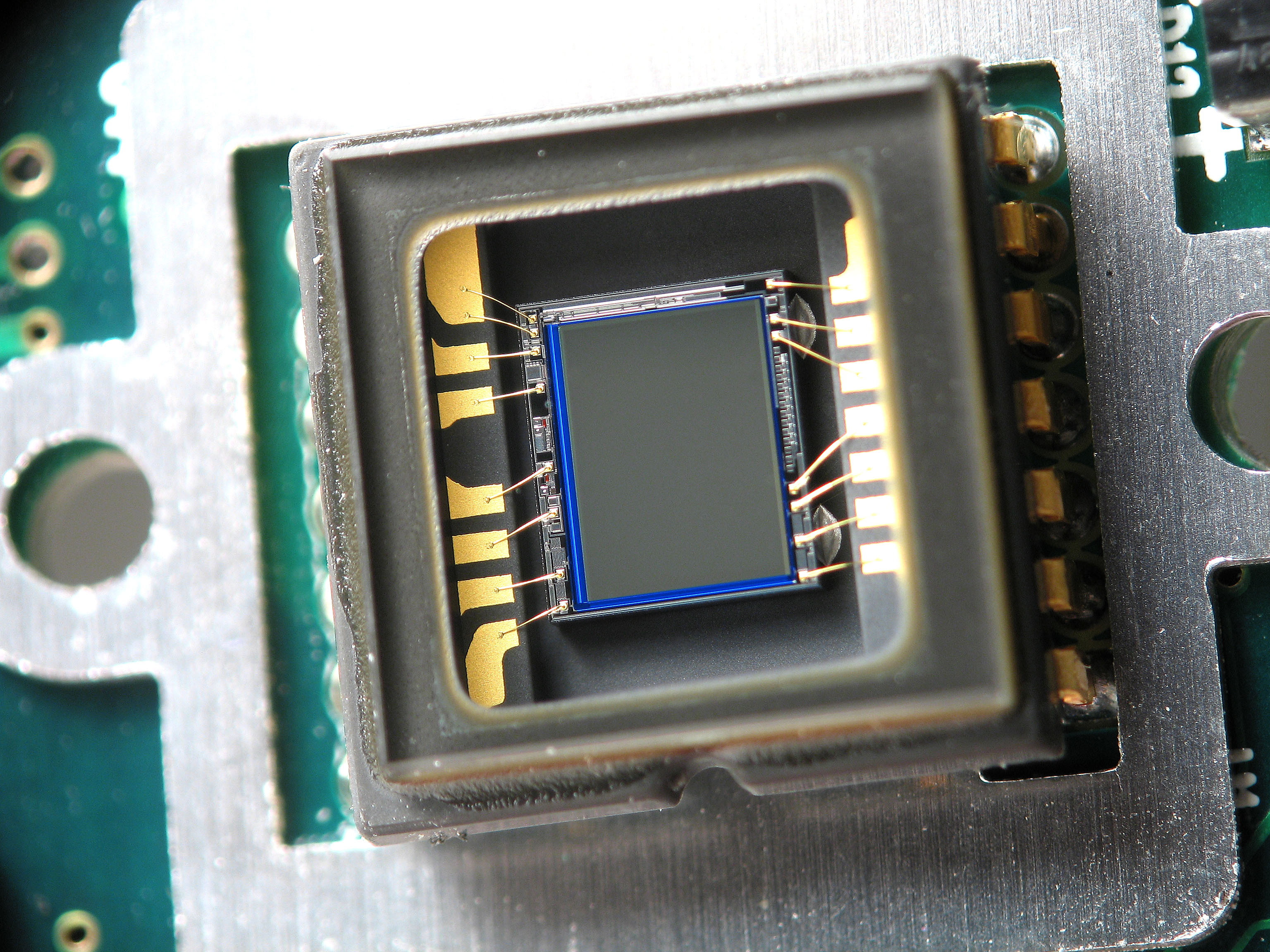
웹캠의 전하결합소자 (CCD) 이미지 센서

이미지 센서는 CMOS 또는 CCD일 수 있으며, 저가 카메라에서는 전자가 지배적이지만, CCD 카메라도 저가 범위에서 CMOS 기반 카메라보다 성능이 반드시 우수하지는 않다. 대부분의 소비자용 웹캠은 VGA 해상도 비디오를 초당 30프레임으로 제공할 수 있다. 많은 최신 장치들은 여러 메가픽셀 해상도로 비디오를 생성할 수 있으며, 일부는 플레이스테이션 아이와 같이 초당 120프레임으로 320×240 비디오를 생성할 수 있는 고프레임 속도로 작동할 수 있다. 대부분의 이미지 센서는 옴니비전 또는 소니그룹에서 공급된다.
웹캠은 디스플레이 기술, USB 인터페이스 속도 및 광대역 인터넷 속도와 동시에 발전함에 따라 해상도가 320x240에서 640x480으로 점차 증가했으며, 이제 일부는 1280x720(일명 720p) 또는 1920x1080(일명 1080p) 해상도를 제공한다. 2019년 현재, 저렴한 비용에도 불구하고 제공되는 해상도는 인상적이며, 이제 보급형 웹캠은 720p 해상도를, 중급형 웹캠은 1080p 해상도를, 고급형 웹캠은 60fps에서 4K 해상도를 제공한다.

### 광학

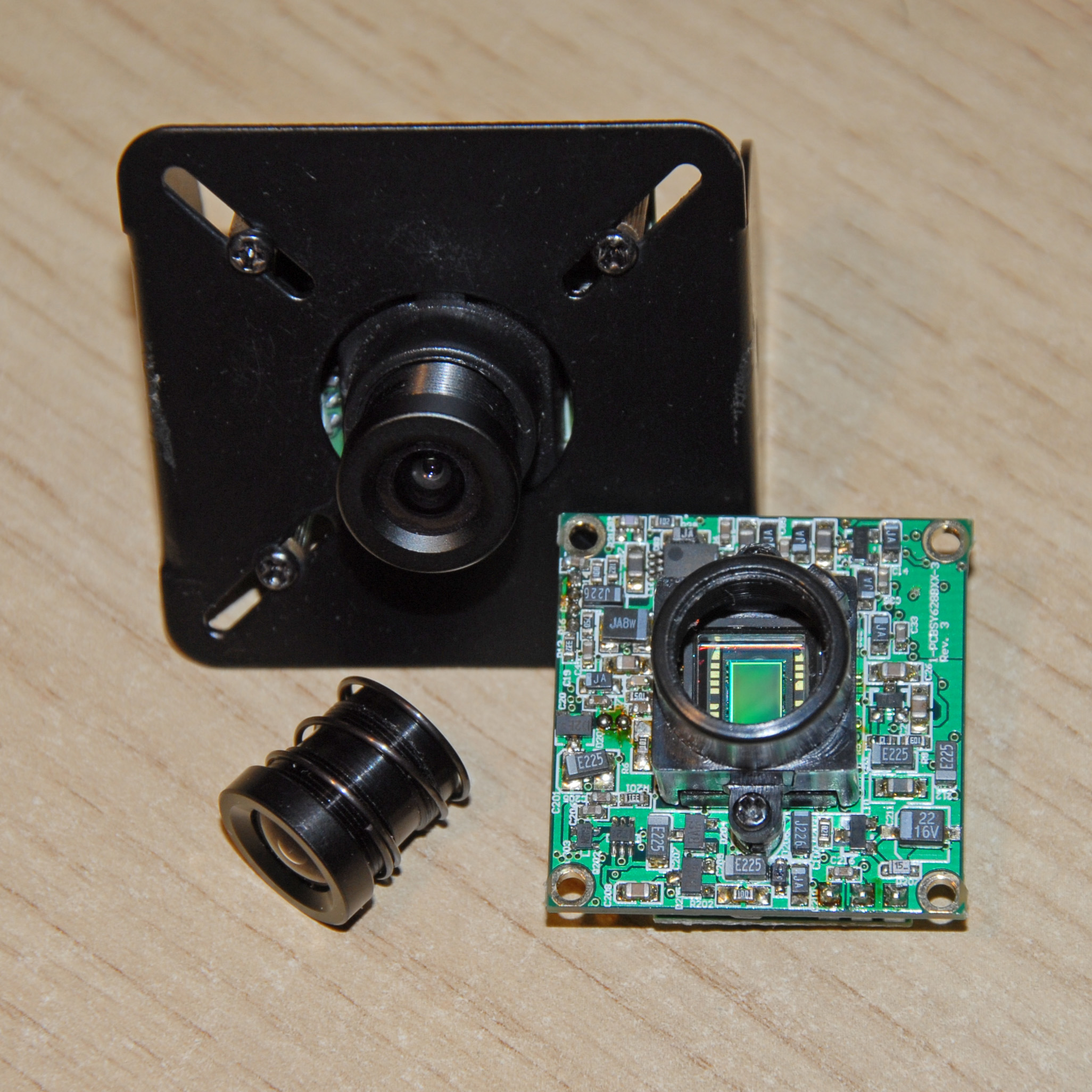
웹캠의 PCB에 부착되도록 설계된 S-마운트 렌즈

다양한 렌즈를 사용할 수 있으며, 소비자용 웹캠에서 가장 흔한 것은 카메라 초점을 맞추기 위해 수동으로 움직일 수 있는 플라스틱 렌즈이다. 조정 기능이 없는 고정 초점 렌즈도 있다. 카메라 시스템의 피사계 심도는 작은 이미지 형식에서 더 크고 f-넘버가 큰 렌즈(작은 조리개)에서 더 크기 때문에, 웹캠에 사용되는 시스템은 고정 초점 렌즈를 사용해도 이미지 선명도에 큰 영향을 미치지 않을 정도로 충분히 큰 피사계 심도를 갖는다.
대부분의 모델은 단순하고 초점 없는 광학 장치(사용자에게 부착되는 모니터와의 일반적인 거리에 대해 공장에서 설정된 고정 초점) 또는 수동 초점을 사용한다.
웹캠은 다양한 사전 설정 및 시야각과 함께 제공될 수 있다. 개별 사용자는 홈 오피스 및 라이브스트리밍을 위해 90° 미만의 수평 시야각을 활용할 수 있다. 최대 360° 수평 시야각을 가진 웹캠은 소형 및 중형 방(때로는 대형 방도)에 사용할 수 있다. 사용자의 목적에 따라 시장에 나와 있는 웹캠은 전체 방 또는 일반적인 주변 환경을 표시할 수 있다.

### 내부 소프트웨어
베이어 필터가 독점적이기 때문에 모든 웹캠에는 압축과 별개로 일부 내장된 영상 처리 기능이 포함되어 있다. 디지털 비디오 스트림은 방대한 양의 데이터를 나타내며, 전송(데이터가 지속적으로 생성되는 이미지 센서에서) 및 저장 모두에 부담을 준다. 거의 모든 저가 웹캠에는 실시간으로 영상 압축을 수행하기 위한 내장 ASIC이 함께 제공된다.
지원 전자 장치는 센서에서 이미지를 읽어 호스트 컴퓨터로 전송한다. 대부분의 웹캠에는 소닉스, 수인, 리코, 리얼텍 등에서 USB를 통해 비디오를 번역하는 컨트롤러가 함께 제공된다. 일반적으로 각 프레임은 RGB 또는 YUV로 비압축 전송되거나 JPEG로 압축되어 전송된다. 카메라폰과 같은 일부 카메라들은 공간과 제조 비용을 절약하기 위해 단일 실리콘 칩에 센서와 지원 전자 장치가 "다이(die) 상에" 구축된 CMOS 센서를 사용한다. 대부분의 웹캠은 화상통화 및 화상 회의를 더 편리하게 만들기 위해 내장 마이크로폰을 갖추고 있다.

### 인터페이스 및 외부 소프트웨어

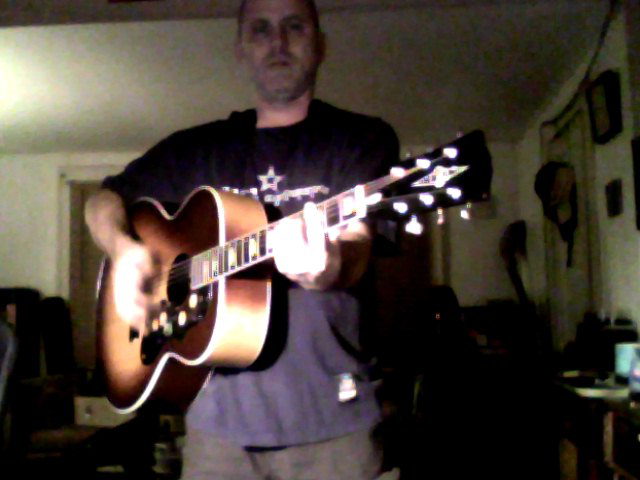
2010년 웹캠으로 찍은 사진으로, 많은 노이즈를 보여준다

"웹캠"으로 판매되는 기기에서 사용되는 일반적인 인터페이스는 USB, 이더넷 및 IEEE 802.11 (이는 IP 카메라로 불린다)이다. 컴포지트 비디오, S 비디오 또는 IEEE 1394와 같은 추가 인터페이스도 사용할 수 있었다. USB 비디오 장치 클래스 (UVC) 사양은 독점 장치 드라이버 없이 웹캠과 컴퓨터 간의 상호 연결을 허용한다.
UVC 스트림을 처리하기 위해 다양한 독점 소프트웨어와 자유 및 오픈 소스 소프트웨어가 제공된다. Guvcview 또는 GStreamer 및 GStreamer 기반 소프트웨어를 사용하여 UVC 스트림을 처리할 수 있다. 또 다른 방법으로는 호스트 컴퓨터에 연결된 여러 USB 카메라를 사용하여 모션아이(MotionEye)와 같이 (무선) 이더넷을 통해 여러 스트림을 한 번에 브로드캐스트할 수 있다. 모션아이는 라즈베리 파이에 모션아이OS(MotionEyeOs)로 설치하거나, 라즈비안(Raspbian)에 나중에 설치할 수도 있다. 모션아이는 데비안(Debian)에서도 설정할 수 있으며, 라즈비안은 데비안의 변형이다. 모션아이 V4.1.1 (2021년 8월)은 데비안 10 버스터 (oldstable) 및 파이썬 2.7에서만 실행될 수 있다. Ccrisan(MotionEye의 설립자이자 저자)에 따르면 3.X와 같은 최신 버전은 현재 지원되지 않는다.
비디오 및 사진 촬영에 널리 사용되는 다양한 소프트웨어 도구로는 PicMaster 및 마이크로소프트의 카메라 앱(마이크로소프트 윈도우 운영 체제에서 사용), 포토 부스 (소프트웨어)(Mac), 또는 치즈 (소프트웨어)(유닉스 시스템에서) 등이 있다. 더 자세한 목록은 웹캠 소프트웨어 비교를 참조하라.

## 용도
웹캠의 가장 보편적인 용도는 화상 링크를 설정하여 컴퓨터가 화상 전화 또는 화상 회의 스테이션 역할을 할 수 있도록 하는 것이다. 예를 들어, 애플 랩톱, 아이맥, 그리고 대부분의 아이폰에 내장된 애플의 아이사이트 카메라는 메시지 (애플) 인스턴트 메시징 프로그램을 사용하여 화상 채팅 세션에 사용될 수 있다. 다른 인기 있는 용도로는 보안 감시, 컴퓨터 비전, 비디오 방송, 그리고 소셜 비디오 녹화가 있다.

### 화상 통화

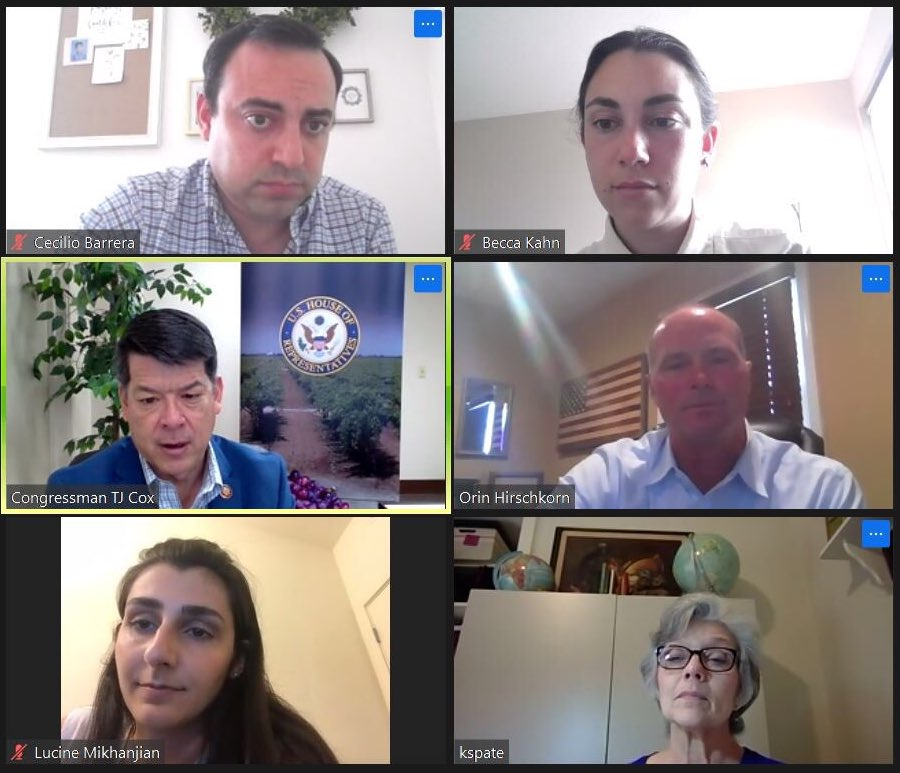
웹캠을 사용한 화상 통화 세션

웹캠은 인스턴트 메신저, AOL 인스턴트 메신저와 같은 문자 채팅 서비스, VoIP 서비스(스카이프 등)에 추가될 수 있으며, 인터넷을 통한 일대일 실시간 화상 통신은 이제 전 세계 수백만 명의 주류 PC 사용자에게 도달했다. 향상된 비디오 품질은 웹캠이 전통적인 화상 회의 시스템을 침범하는 데 도움이 되었다. 자동 조명 제어, 실시간 개선(리터칭, 주름 완화 및 수직 스트레칭), 자동 얼굴 추적 및 자동 초점과 같은 새로운 기능은 사용자에게 상당한 사용 편의성을 제공하여 웹캠의 인기를 더욱 높였다.
웹캠은 또한 원격 근무를 장려하여 사람들이 인터넷을 통해 원격으로 작업할 수 있도록 한다. 이러한 사용은 코로나19 범유행 기간 동안 대면 사무실 근무가 권장되지 않을 때 많은 기업의 생존에 결정적인 역할을 했다. 기업, 학교 및 개인은 회의를 위한 출장 대신 화상 회의에 의존했다. 더욱이, 그 이후로 화상 회의 카메라 및 소프트웨어의 수가 인기로 인해 증가했다.
웹캠의 기능과 성능은 프로그램, 컴퓨터 운영 체제 및 컴퓨터의 프로세서 기능에 따라 달라질 수 있다. 화상 통화 지원은 여러 인기 있는 인스턴트 메시징 프로그램에도 추가되었다.
웹캠은 아마추어 및 전문적인 활동 모두에서 저렴하고 실시간 화상 채팅 및 웹캐스트를 가능하게 한다. 이들은 온라인 데이팅과 주로 여성들이 캠걸링을 통해 제공하는 온라인 개인 서비스에 자주 사용된다. 그러나 인터넷을 통한 웹캠 사용의 용이성은 화상 채팅에서 문제도 야기했다. 예를 들어, 오메글과 같은 다양한 화상 채팅 웹사이트의 중재 시스템은 비효율적이라는 비판을 받았으며, 성적인 콘텐츠가 여전히 만연하다. 2013년 사례에서는 십대 소녀가 학교 교사에게 오메글을 통해 나체 사진과 비디오를 전송한 것이 아동 포르노 혐의로 기소되는 결과를 낳았다.
인터넷에 접속하는 십대들 사이에서 웹캠의 인기는 사이버 괴롭힘에 웹캠이 사용될 수 있다는 우려를 불러일으켰다. 미성년자를 포함한 십대들의 웹캠 녹화물이 4chan과 같은 인기 있는 웹 포럼 및 화상게시판에 자주 게시된다.

### 감시

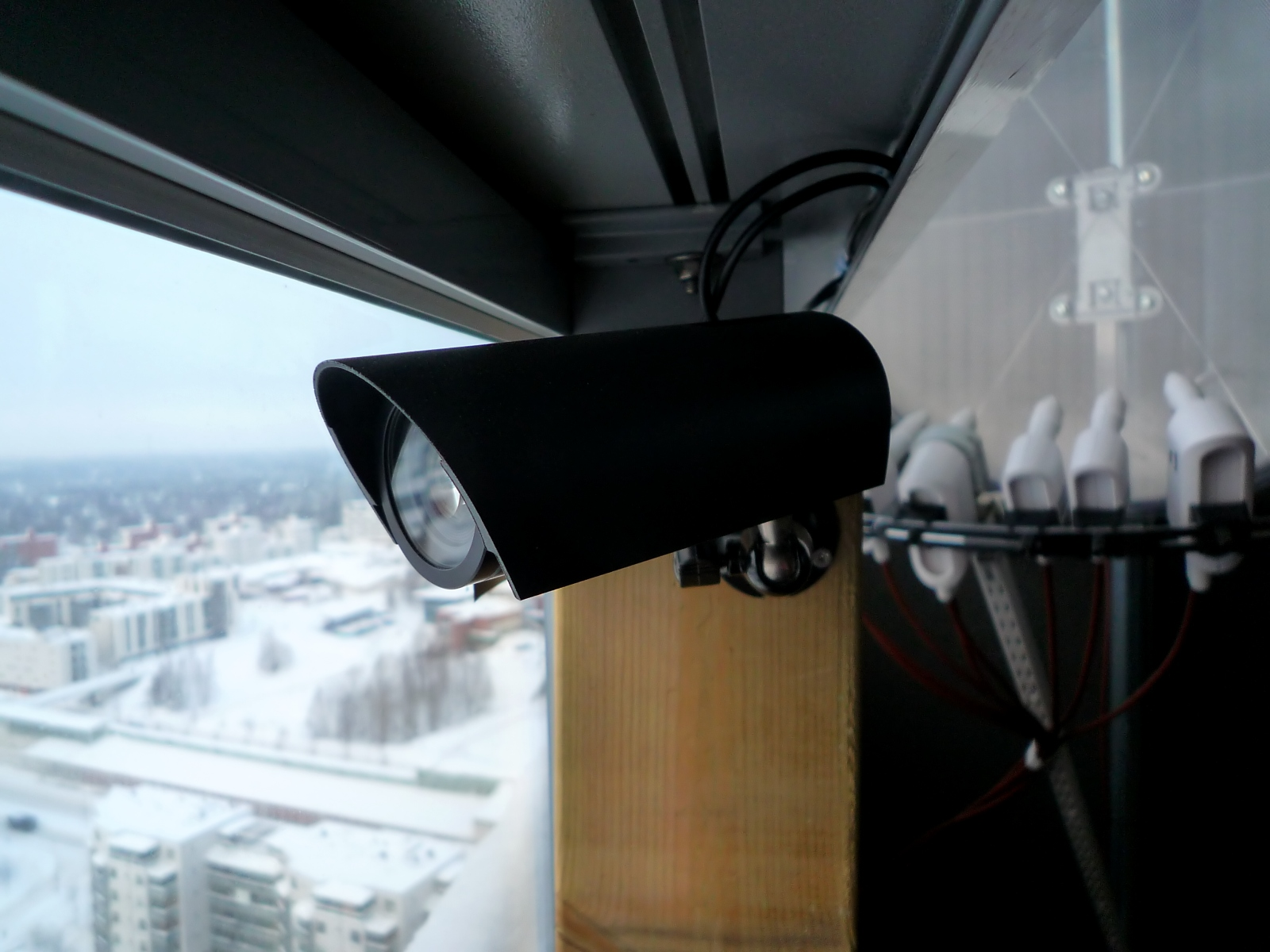
건물에 설치된 웹캠, CCTV로 사용된다

웹캠은 보안 카메라로 사용될 수 있다. PC에 연결된 카메라가 움직임과 소리를 감시하고, 감지 시 이를 모두 녹화할 수 있는 소프트웨어가 제공된다. 이 녹화물은 컴퓨터에 저장되거나, 이메일로 전송되거나, 인터넷에 업로드될 수 있다. 잘 알려진 한 사건에서, 한 컴퓨터는 도난당하는 동안 도둑의 이미지를 이메일로 전송하여 소유자가 컴퓨터가 도난당한 후에도 경찰에 도둑의 얼굴에 대한 명확한 사진을 제공할 수 있도록 했다.
2011년 12월, 러시아는 2012년 러시아 대통령 선거를 감시하기 위해 90,000개 투표소에 290,000개의 웹캠을 설치할 것이라고 발표했다. 웹캠은 보육원, 사무실, 상점 및 사적인 공간과 같은 장소에 설치되어 보안 및 일반적인 활동을 모니터링할 수 있다.

### 천체 사진

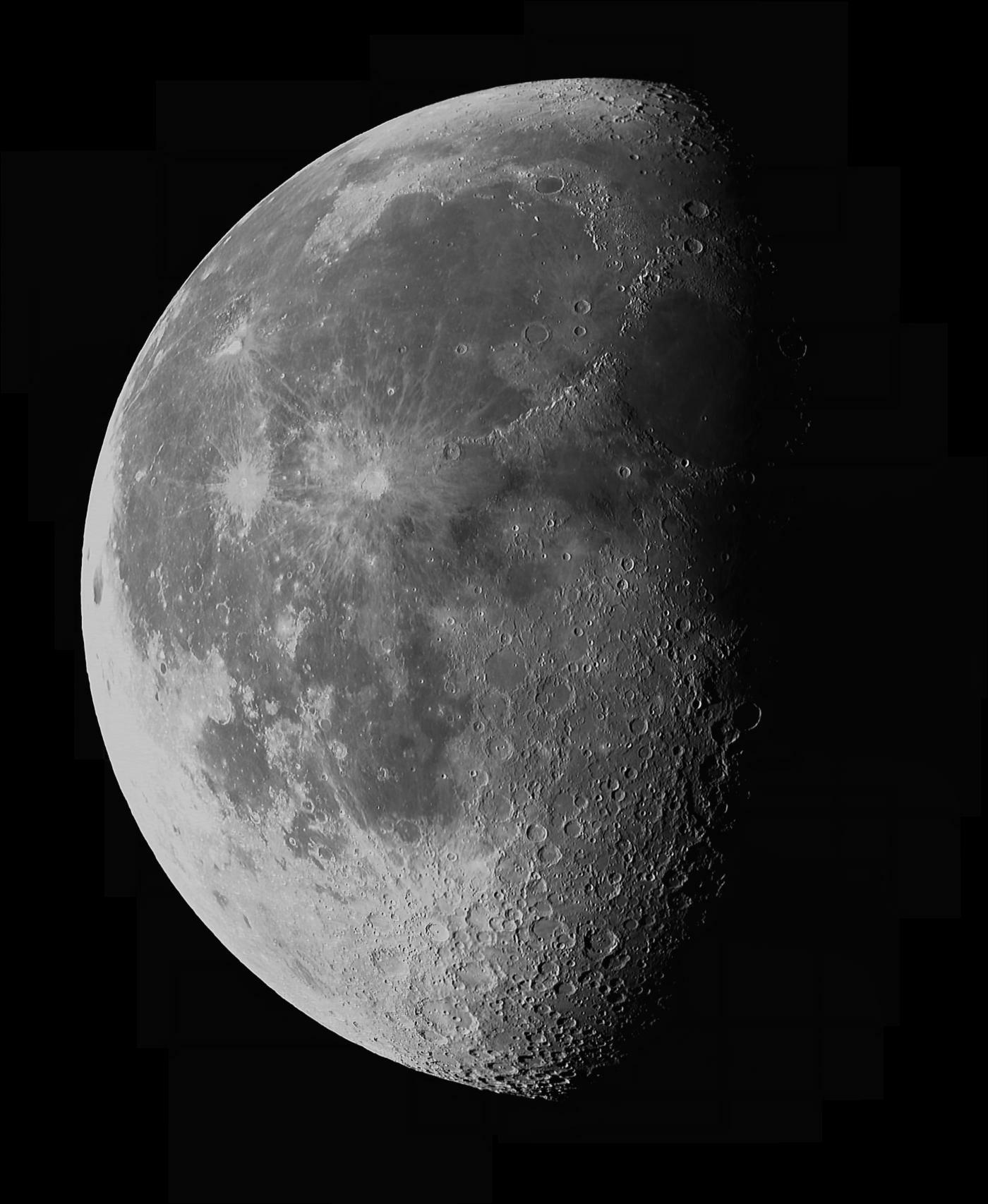
웹캠의 이미지들을 이어붙여 만든 달의 이미지

매우 낮은 조명에서도 촬영이 가능한 일부 특정 웹캠 모델은 천문학자들과 천체 사진작가들에게 밤하늘을 촬영하는 데 매우 인기가 많다. 대부분의 웹캠은 수동 초점 카메라이며, 비교적 최신 CMOS 배열 대신 오래된 CCD 배열을 포함한다. 카메라 렌즈를 제거한 후 이 웹캠을 망원경에 부착하여 이미지, 비디오, 정지 이미지 또는 둘 다를 기록한다. 최신 기술에서는 매우 희미한 물체의 비디오를 몇 초 동안 촬영한 다음 비디오의 모든 프레임을 "쌓아" 상당한 대비의 정지 이미지를 얻는다.

### 레이저 빔 프로파일링
웹캠의 CCD 반응은 들어오는 빛에 비례한다. 따라서 렌즈를 제거한 후 웹캠은 레이저 빔 프로파일을 기록하는 데 적합하다. 레이저 빔 프로파일러의 해상도는 픽셀 크기에 따라 달라진다. 상업용 웹캠은 일반적으로 컬러 이미지를 기록하도록 설계되었다. 웹캠 컬러 픽셀의 크기는 모델에 따라 다르며 5에서 10μm 범위일 수 있다. 그러나 컬러 픽셀은 각각 컬러 필터가 장착된 4개의 흑백 픽셀로 구성된다(자세한 내용은 베이어 필터 참조). 이러한 컬러 필터는 가시광선에서 잘 작동하지만, 근적외선에서는 상당히 투명할 수 있다. 웹캠을 베이어 모드로 전환하면 단일 픽셀 정보를 액세스할 수 있으며 3μm 미만의 해상도가 가능했다.

## 사생활 문제

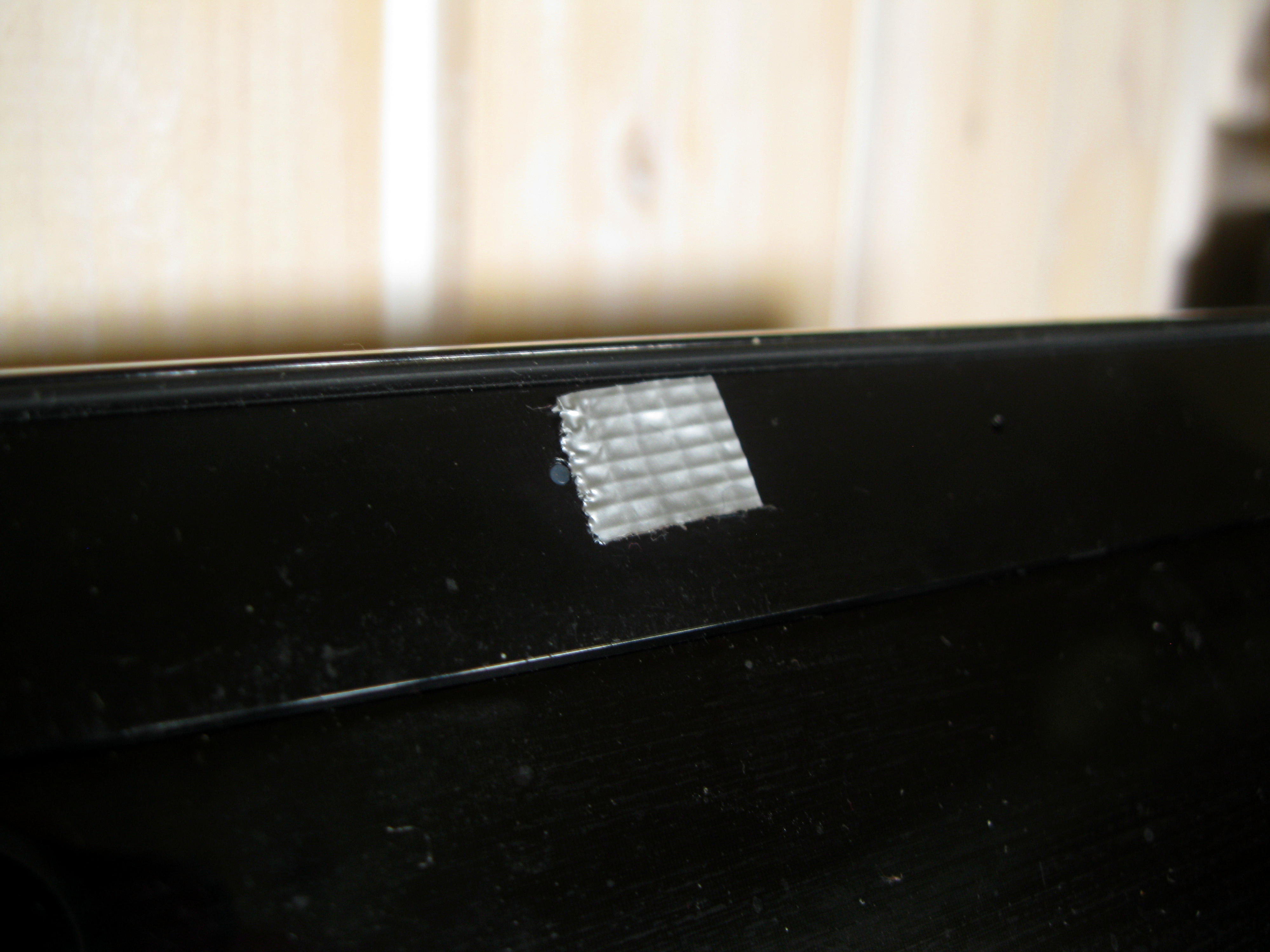
스파이가 활동을 보는 것을 막기 위해 랩톱 웹캠 위에 붙인 테이프

많은 사용자는 웹캠이 원래 의도했던 지속적인 노출을 원치 않고 오히려 사생활 보호를 선호한다. 이러한 사생활은 악성 소프트웨어가 사용자의 동의 없이 웹캠을 활성화하여 악성 해커에게 실시간 비디오 및 오디오 피드를 제공할 때 침해된다. 이는 많은 랩톱 컴퓨터에서 특히 우려되는 문제인데, 그러한 카메라들은 일반적으로 그러한 트로이 목마 프로그램이나 다른 유사한 스파이웨어 프로그램에 의해 장악되면 물리적으로 비활성화될 수 없기 때문이다.
애플의 오래된 외부 아이사이트 카메라와 같은 카메라는 이를 막기 위해 렌즈 덮개를 포함한다. 일부 웹캠에는 카메라가 활성화될 때마다, 때로는 비디오 모드에서만 켜지는 내장형 하드 와이어드 LED 표시등이 있다. 그러나 웹캠의 회로 설계에 따라 악성 소프트웨어가 표시등을 우회하고 카메라를 몰래 활성화할 수 있으며, 연구원들은 2013년 맥북의 내장 카메라 사례에서 이를 입증했다.
다양한 회사들이 사용자들이 필요에 따라 카메라 렌즈에 대한 접근을 차단하기 위해 컴퓨터나 스마트폰에 슬라이딩 렌즈 커버와 스티커를 부착할 수 있도록 판매하고 있다. 한 회사는 2013년부터 2016년까지 25만 개 이상의 제품을 판매했다고 보고했다. 그러나 어떤 불투명한 물질이든 마찬가지로 잘 작동할 것이다.
한 사람의 웹캠을 해킹하여 웹캠 소유자의 허락 없이 활성화하려는 시도를 캠펙팅(camfecting)이라고 부르는데, 이는 캠(cam)과 감염(infecting)의 혼성어이다. 원격으로 활성화된 웹캠은 웹캠의 시야 내에 있는 모든 것을 관찰하는 데 사용될 수 있다. 캠펙팅은 대개 피해자의 컴퓨터에 컴퓨터 바이러스를 감염시켜 수행된다.

## 같이 보기
- 크리에이티브 테크놀로지
- 로지텍
- 아이사이트
- 라이프캠
- 네이버캠
- 비디오 카메라